# 현대차 컨벤션 호텔
현대차 컨벤션 호텔(영어: Hyundai Convention Hotel)은 대한민국 서울특별시 강남구 삼성동에 추진중인 호텔이다. 2020년에 착공하여 공사하고 공사가 완료되면 완공 및 개장 예정이며 지상 35층, 높이 242m인 초고층 호텔이라고 한다. 강남구에 들어설 예정인 높은 초고층 호텔이다.

## 역사
2015년 2월 1일에 서울특별시 강남구 삼성동에 초고층 호텔인 현대차 컨벤션 호텔을 추진하기 시작했다. 9월 24일에 글로벌비즈니스센터(GBC) 부지 옆에 관광호텔을 건립할 계획이였다. 9월 30일에 62층에서 51층으로 축소하였다. 2016년에 지을 계획이 있으나 2017년에 51층에서 35층으로 변경 후 2020년에 착공하여 공사가 중단되었다. 공사 재개 후 완공 예정이다.

## 높이
호텔 높이는 242m이고 층수는 지상 35층, 지하 6층으로 구성되어 있다. 완공되면 서울특별시 강남구에서 가장 높은 호텔이 된다. 서울특별시 강남구 삼성동에 위치한 오크우드 프리미어 코엑스센터(26층, 118m), 인터컨티넨탈 서울 코엑스(30층, 112m), 그랜드 인터컨티넨탈 서울(34층, 105m)보다 높은 호텔이 된다. 그리고 부산광역시 부산진구 부전동에 위치한 롯데호텔 부산(43층, 173m)보다 높은 호텔이 들어설 예정이다.

## 특징
호텔 뿐만 아니라 오피스가 들어설 예정이다. 설명하자면 저층에는 호텔이 들어서고 고층에는 오피스가 들어설 예정이다. 컨벤션 등과 같이 연결될 예정이다. 호텔이 들어선다면 6성급이 들어서고 265실이 들어선다. 무슨 호텔이 들어서면 해비치호텔이 들어설 가능성이 있다. 주변에는 글로벌비즈니스센터이 들어설 예정이다.

## 시설

### 주요 시설

#### 객실
호텔은 8층에서 35층 사이에 들어설 예정이다. 성급은 6성급 호텔일 가능성이 있다. 완공 후 265실으로 구성될 예정인 해비치호텔이 들어설 가능성이 높다. 호텔 관리는 해비치호텔앤리조트가 맡을 것으로 관측된다.

### 내부 시설
저층에는 컨벤션 센터, 아트홀, 쇼핑몰 등이 들어설 예정이고 호텔 등이 들어설 예정이다.
| 층수                | 시설                           |
| ------------------- | ------------------------------ |
| 8층 ~ 35층          | 객실 등                        |
| 5층 ~ 7층           | 컨벤션 센터, 아트홀, 쇼핑몰 등 |
| 1층 ~ 4층           | 로비 등 시설                   |
| 지하 6층 ~ 지하 1층 | 지하주차장                     |

## 같이 보기
- 글로벌비즈니스센터
- 트레이드 타워
- 아셈타워
- 대한민국의 마천루 목록
- 대한민국의 호텔 목록
- 서울특별시의 마천루 목록
- 서울 강남구의 마천루 목록